# Боаду, Майрон
Майрон Боаду (нидерл. Myron Boadu; род. 14 января 2001, Амстердам) — нидерландский футболист, нападающий французского клуба «Монако».

## Карьера
Боаду является воспитанником нидерландского клуба АЗ из Алкмара. Попал в академию в 12 лет, перед сезоном 2016/17 присоединился ко второй команде. 3 сентября 2016 года дебютировал за неё в поединке против «Эксельсиора Масслёйс» и отличился уже на 23-й минуте дебютного матча. Всего провёл за Йонг Аз в том сезоне 9 встреч, забил 6 мячей. Перед сезоном 2017/18 должен был тренироваться с основной командой, однако получил тяжёлую травму колена и пропустил практически целый год. 6 мая 2018 года дебютировал в Эредивизи, выйдя на замену в поединке против «Зволле» на 67-й минуте вместо Матса Сёнтьенса.
Сезон 2018/19 начал игроком стартового состава, выйдя в основе на матч с НАК Бреда и отличившись на 42-й минуте.
Также Боаду является игроком юношеских сборных Нидерландов. Участник Чемпионата Европы по футболу 2017 среди юношей до 17 лет. На турнире провёл одну стартовую встречу, выйдя на замену вместо травмированного игрока и также получив травму.
4 августа 2021 года подписал пятилетний контракт с «Монако».
1 февраля 2024 года до конца сезона 2023/24 перешёл на правах аренды в нидерландский «Твенте». 3 февраля дебютировал за клуб в матче Эредивизи против «Валвейка» и забил гол на 79-й минуте. Всего за «Твенте» сыграл 11 матчей и забил три мяча в чемпионате.
9 августа 2024 года немецкий «Бохум» объявил об аренде Боаду до конца сезона.

## Статистика

### Матчи Боаду за сборную Нидерландов
| Матчи Боаду за сборную Нидерландов | Матчи Боаду за сборную Нидерландов | Матчи Боаду за сборную Нидерландов | Матчи Боаду за сборную Нидерландов | Матчи Боаду за сборную Нидерландов | Матчи Боаду за сборную Нидерландов |
| ---------------------------------- | ---------------------------------- | ---------------------------------- | ---------------------------------- | ---------------------------------- | ---------------------------------- |
| №                                  | Дата                               | Соперник                           | Счёт                               | Голы Боаду                         | Соревнование                       |
| 1                                  | 19 ноября 2019                     | Эстония                            | 5:0                                | 1                                  | Чемпионат Европы 2020 (отбор)      |

Итого: 1 матч / 1 гол; 1 победа, 0 ничьих, 0 поражений.